# SYCE3
SYCE3 (англ. Synaptonemal complex central element protein 3) – білок, який кодується однойменним геном, розташованим у людей на довгому плечі 22-ї хромосоми. Довжина поліпептидного ланцюга білка становить 88 амінокислот, а молекулярна маса — 10 601.
| 10         |  | 20         |  | 30         |  | 40         |  | 50         |
| ---------- |  | ---------- |  | ---------- |  | ---------- |  | ---------- |
| MDDADPEERN |  | YDNMLKMLSD |  | LNKDLEKLLE |  | EMEKISVQAT |  | WMAYDMVVMR |
| TNPTLAESMR |  | RLEDAFVNCK |  | EEMEKNWQEL |  | LHETKQRL   |  |            |

A: Аланін

C: Цистеїн

D: Аспарагінова кислота

E: Глутамінова кислота

F: Фенілаланін

H: Гістидин

I: Ізолейцин

K: Лізин

L: Лейцин

M: Метіонін

N: Аспарагін

P: Пролін

Q: Глутамін

R: Аргінін

S: Серин

T: Треонін

V: Валін

W: Триптофан

Задіяний у таких біологічних процесах, як клітинний цикл, поділ клітини, мейоз. 
Локалізований у ядрі, хромосомах.